# (58365) Robmedrano
(58365) Robmedrano est un astéroïde de la ceinture principale.

## Description
(58365) Robmedrano est un astéroïde de la ceinture principale. Il fut découvert le 27 juillet 1995 à Haleakala par l'observatoire AMOS. Il présente une orbite caractérisée par un demi-grand axe de 2,58 UA, une excentricité de 0,11 et une inclinaison de 7,0° par rapport à l'écliptique.

## Compléments